# Sarcophyton flexuosum
Sarcophyton flexuosum is een zachte koraalsoort uit de familie Alcyoniidae. De koraalsoort komt uit het geslacht Sarcophyton. Sarcophyton flexuosum werd in 1966 voor het eerst wetenschappelijk beschreven door Tixier-Durivault. 